# 米洛拉德·米卢蒂诺维奇
米洛拉德·米卢蒂诺维奇（1935年3月10日—2015年7月12日），塞尔维亚男子足球运动员，场上位置是后卫。他曾代表南斯拉夫国家队参加1958年国际足联世界杯，结果队伍止步八强赛。

## 家庭
哥哥米洛什·米卢蒂诺维奇，弟弟博拉·米卢蒂诺维奇。